# Історія пані Ївги (фільм)
«Історія пані Ївги» — український короткометражний кольоровий художній фільм, знятий 1990 року на Київській кіностудії художніх фільмів імені Олександра Довженка, творче об'єднання «Дебют», режисером Микитою Івановим за однойменним оповіданням Валер'яна Підмогильного.

## Сюжет
Про долю української інтелігенції на історичному зламі.

## У ролях
- Лариса Кадирова
- Борислав Брондуков
- Леонід Яновський
- Людмила Лобза
- Олексій Горбунов
- Анатолій Лук'яненко

## Творча група
- Автор сценарію: Микита Іванов
- Режисер-постановник: Микита Іванов
- Оператор: Володимир Білощук
- Художник: Олександр Даниленко
- Композитор: Тетяна Дикарьова